# Hälsingholmarna
Hälsingholmarna är en mindre ögrupp mellan Finnhamn och Möja i Stockholms skärgård.
Ögruppen består av ett halvdussin mindre öar och ett tjugotal holmar och kobbar. Stora Hälsingholmen är den enda som är bebyggd. Här finns ett tiotal fritidshus på öns norra del. På Stora Hälsingholmens södra del finns en mindre naturhamn.

## Naturreservat
Hälsingholmarna utom tomterna på Stora Hälsingholmen ingår i Hälsingholmarnas naturreservat. Reservatet omfattar 544 hektar (varav bara drygt 30 är land) och köptes av Skärgårdsstiftelsen 1996.